# Russian Battle League
RBL (Russian Battle League) — российское интернет-шоу на YouTube в жанре рэп-баттлов, организованное в 2016 году бывшим участником петербургского филиала Slovo Антоном Забаевым, более известным как Забэ. Аббревиатура RBL состоит из начальных букв словосочетания Russian Battle League (рус. Русская баттловая лига), а также обыгрывает английское слово rebel (рус. бунтарь, повстанец).

## История
В 2016 году Забэ (Антон Забаев), до этого выступавший на баттл-площадке — SlovoSPB решил организовать собственный проект под названием Russian Battle League (RBL). По его словам на создание шоу было потрачено около 300 000 рублей. 23 мая 2016 года на канале проекта в YouTube был опубликован первый баттл между Deep-Ex-Sense (Анатолий Семёнов) и ΨBoy (Виктор Щербаков).
12 ноября 2016 года на площадке стартовал первый сезон, проведенный в четыре этапа (1/8-я, 1/4-я, полуфинал и финал), в котором приняли участие как опытные баттл-рэперы различных филиалов Slovo, так и новички в жанре. Призовой фонд составил 50 000 рублей. В ходе турнира также проводились баттлы в формате Main Event, победители которых определились голосованием в официальной группе проекта в социальной сети ВКонтакте. В финале встретились два участника разных филиалов Slovo — екатеринбуржец Sector (Антон Загудалин) и ростовчанин Пиэм (Владислав Саркисян). Победителем сезона со счетом 3:2 стал Sector.
В перерыве между первым и вторым сезоном состоялись две встречи в рамках мероприятия «Межсезонье», на которых суммарно было проведено девять разноплановых баттлов.
В феврале 2018 года стартовал второй сезон RBL с призовым фондом в 100 000 рублей. Чемпионом турнира стал Керамбит (Александр Резепов), одержавший в финале победу над Сережей Сотниковым Рэпером (Сергей Сотников). Также в этом году начался отдельный турнир RBL League 1. 20 ноября канал проекта на YouTube был заблокирован из-за содержания в роликах рекламы букмекерских контор. На следующий день блокировка была снята администрацией сайта.
В июне и мае на RBL прошли отборы на третий сезон, а также четвертьфиналы турнира All Stars, на котором встретились лучшие батлеры площадки. Чемпионом «звёздного» сезона стал полуфиналист первого сезона и четвертьфиналист второго сезона Deep-eX-Sense, одержавший победу над финалистом первого сезона Пиэмом с перевесом в один судейский голос. Чемпионом третьего же сезона стал Горизонт (Алексей Вельмов), одолевший в финале турнира Коснарта (Борис Потапкин) со счётом 7:0.
В сентябре 2020 года Антон Забэ анонсировал командный турнир RBL Universe, в котором должны принять участие 16 команд по три баттл-рэпера в каждой. В планируемом сезоне ожидается участие таких баттлеров как Deep-ex-Sense (чемпион RBL All Stars), Abbalbisk (чемпион второго сезона SlovoSPB), Пиэм (чемпион Slovo:Ростов), Seimur (чемпион третьего сезона SlovoSPB), Шумм (чемпион первого сезона 140 BPM Cup), а также ряда победителей сезонов других баттл-площадок России и Украины. Победителями сезона стала команда «Пластмассовый мир» (Керамбит, Deep-Ex-Sense, АО).
7 мая 2023 года, была проведена последняя встреча в петербургском клубе Ласточка. На этой встрече был проведен батл Забэ против Керамбита. Изначально подразумевалось, что данный баттл будет дружеским. Однако после его релиза все вылилось в настоящую вражду, что в итоге привело сначала к ссоре с Керамбитом, а потом постепенно и к закрытию площадки. Помимо этого, из-за инцидента со некоторыми фразами Забэ баттлы Dinast vs Тюлень, а также МЦ Доналдс vs F&Tim vs Ласт не были выложены.
В декабре 2023 года канал на YouTube был закрыт для свободного доступа.
1 апреля 2024 был закончен сбор средств на возрождение проекта, который набрал лишь 50 000 рублей из заявленных 1 миллиона рублей. Тем самым, проект считается официально закрытым.

## Форматы баттлов
Помимо традиционных акапелльных баттлов на проекте существуют и другие форматы. 2 апреля 2017 года на RBL состоялся первый батл в формате Drop The Mic (баттл под музыкальный бит один на один), а 23 июля Drop the Like (комплиментарный баттл под музыкальный бит).
16 сентября 2018 года запущен Tripple Kill — баттлы под музыкальный бит, в которых один раунд является классическим баттловым, второй — в формате «bad bars», а третий — комплиментарным. 14 сентября 2019 года стартовал формат Shot Battle, в котором участники зачитывают не по раунду, а по панчлайну; в случае, если публика хорошо отреагировала на текст, пьёт оппонент автора строк, в противоположном — сам автор. 1 марта 2020 года состоялся Rap God Battle (в названии содержится отсылка на трек Эминема) — баттл под музыкальный бит из известных композиций зарубежных хип-хоп исполнителей.

## Судейство
Судейская коллегия на RBL обычно состоит из пяти человек (за исключением баттлов League 1, где баттлы судятся тремя людьми, и всех финалов, начиная со второго сезона, в котором впервые судей было семеро), чаще всего непосредственно связанных с баттл-рэпом или организацией проекта. Единственным судьёй на постоянной основе является Забэ, обладающий так называемым «правом вето» — возможностью один раз за весь сезон аннулировать голоса других судей и присвоить победу проигравшему участнику. За всю историю проекта право вето было использовано только один раз, в баттле Майка против Серёжи Сотникова Рэпера на стадии 1/8 во втором сезоне «Tournament».
11 апреля 2018 года в официальной группе RBL было проведено голосование на лучшего судью, в котором с большим отрывом победил ΨBoy.

## Победители и участники сезонов
Порядок участников распределён в зависимости от набранных побед и очков в ходе турнирного сезона.
| Победитель | Участники | Года проведения | Сезон        |
| --- | --- | --------------- | ------------ |
| Sector | Пиэм, Deep-Ex-Sense, Scream, El Loco, Артист, Белькин, Комедиант, Сиптикон, Diz Wheelz, Asmodey, Майк, Walkie, Tasman, Juzi | 2016—2017       | Tournament   |
| Керамбит | Серёжа Сотников Рэпер, АО, Beyond, Deep-Ex-Sense, Movec, Diz Wheelz, Jimmy-M, Спаситель, Марк Брагин, Майк, Кэлпи, МЦ всех МЦ, ОГЕL, Ovod, Plane Dead | 2018            | Tournament 2 |
| Deep-Ex-Sense | Пиэм, Movec, Sector, Seimur, АО, Керамбит, Paragrin | 2019            | All Stars    |
| Горизонт | Коснарт, Nikki Roy, АО, Марк Брагин, МЦ всех МЦ, Abbalbisk, El Loco, МЦ_Бэтмен, Twister, Гоффарт, Брол, Кэлпи, Влад Павлов, Акстись, Попов | 2019—2020       | Tournament 3 |
| Пластмассовый мир (Керамбит, Deep-Ex-Sense, АО) | \| - Главные Суки Баттл Рэпа (Пиэм, Шумм, Sector) - Три Кота (Горизонт, ИзТолпЫ, Серёжа Сотников Рэпер) - Кабина (Movec, Кондрашов, Электромышь) - ИП Оганисян (Очередной Картавый, Тот Самый Коля, Жаба Аркадьевна) - Chum Bucket (Марк Брагин, MZLFF, Кэлпи) - Забузоры (ΨBoy, Диктатор UAV, Хэмп) - Победителей не судят (Человек-Спам, OttO, МЦ Справа)[18] - Прикоп 3 метра (.Otrix, Walkie, Брол) \| - Оксимирон (Punkteer, Ronin, МЦ Справа) - Иванушки INT. (Мак Скири, OttO, Кукиш с Хаслом) - Трущоба (Династ, F&Tim, Человек-Спам) - Золотом (ХХОС, Plane Dead, Abbalbisk) - #НОВЫЙМУЖАСМУС (Seimur, День Зебры, VityaBoVee) - Подержи Мое Пиво (Nikki Roy, Beyond, Гоффарт) \| | 2021 — 2022     | Universe     |
| - Главные Суки Баттл Рэпа (Пиэм, Шумм, Sector) - Три Кота (Горизонт, ИзТолпЫ, Серёжа Сотников Рэпер) - Кабина (Movec, Кондрашов, Электромышь) - ИП Оганисян (Очередной Картавый, Тот Самый Коля, Жаба Аркадьевна) - Chum Bucket (Марк Брагин, MZLFF, Кэлпи) - Забузоры (ΨBoy, Диктатор UAV, Хэмп) - Победителей не судят (Человек-Спам, OttO, МЦ Справа) - Прикоп 3 метра (.Otrix, Walkie, Брол) | - Оксимирон (Punkteer, Ronin, МЦ Справа) - Иванушки INT. (Мак Скири, OttO, Кукиш с Хаслом) - Трущоба (Династ, F&Tim, Человек-Спам) - Золотом (ХХОС, Plane Dead, Abbalbisk) - #НОВЫЙМУЖАСМУС (Seimur, День Зебры, VityaBoVee) - Подержи Мое Пиво (Nikki Roy, Beyond, Гоффарт) |                 |              |

## Список выпусков
| Открытие - Deep-Ex-Sense VS ΨBoy (23 мая 2016). Победитель — Deep-Ex-Sense (по результатам зрительского голосования). - Забэ VS Домашний (не опубликован). 1/8 - Diz Wheelz VS Deep-Ex-Sense (27 ноября 2016). Победитель — Deep-Ex-Sense (4:1). - Белькин VS Сиптикон (3 декабря 2016). Победитель — Белькин (3:2). - Sector VS Tasman (10 декабря 2016). Победитель — Sector (5:0). - El Loco VS Walkie (30 декабря 2016). Победитель — El Loco (5:0). - Asmodey VS Scream (7 января 2017). Победитель — Scream (1:4). - Пиэм VS Майк (14 января 2017). Победитель — Пиэм (5:0). - Juzi VS Комедиант (не опубликован). Победитель — Комедиант (0:5). 1/4 - Deep-Ex-Sense VS Белькин (25 февраля 2017). Победитель — Deep-Ex-Sense (5:0). - Scream VS Комедиант (11 марта 2017). Победитель — Scream (5:0). - Пиэм VS El Loco (18 марта 2017). Победитель — Пиэм (4:1). - Sector VS Артист (1 апреля 2017). Победитель — Артист (2:3). Полуфинал - Scream VS Пиэм (20 мая 2017). Победитель — Пиэм (0:5). - Deep-Ex-Sense VS Sector (3 июня 2017). Победитель — Sector (2:3). Финал - Sector VS Пиэм (5 августа 2017). Победитель — Sector (3:2). | Main Events - эхопрокуренныхподъездов VS Поэт без усов (17 декабря 2016). Победитель — эхопрокуренныхподъездов (по результатам зрительского голосования). - Abbalbisk VS Prime (4 марта 2017). Победитель — Abbalbisk (по результатам зрительского голосования). - Gёtze VS Хаrisson (29 апреля 2017). Победитель — Gёtze (по результатам зрительского голосования). - Vыktor Kolomoiskii VS Walkie (13 мая 2017, опубликован в нарезке). - Белькин VS Tasman (17 июня 2017). Победитель — Белькин (по результатам зрительского голосования). - Seimur VS Сын Проститутки (30 июля 2017). Победитель — Seimur (по результатам зрительского голосования). Bad Bars - Elrename VS Пачука (21 января 2017). Победитель — Пачука (по результатам зрительского голосования). Drop the Mic - Isla de Muerta VS Niki L (15 апреля 2017). Победитель — Isla de Muerta (по результатам зрительского голосования). - Isla de Muerta VS Элэм (16 сентября 2017). Победитель — Элэм (по результатам зрительского голосования). Drop the Like - Deep-Ex-Sense VS Walkie (27 августа 2017). Победитель — Deep-Ex-Sense (по результатам зрительского голосования). |

| Main Events - Deep-Ex-Sense VS .Otrix (28 октября 2017). Победитель — Deep-Ex-Sense (по результатам зрительского голосования). - Марк Брагин VS El Loco (4 ноября 2017). Победитель — El Loco (по результатам зрительского голосования). - Movec VS Сын Проститутки (18 ноября 2017). Победитель — Movec. - Abbalbisk VS 13/47 (15 января 2018). Победитель не определён. - Керамбит VS Майк (20 января 2018). Победитель — Майк (по результатам зрительского голосования). - Электромышь VS Белькин (27 января 2018). Победитель — Электромышь (по результатам зрительского голосования). | Комплиментарный баттл - Paragrin VS Sector (11 ноября 2017). Победитель — Sector (по результатам зрительского голосования). Drop the Mic - Диктатор UAV VS Niki L (30 декабря 2017). Победитель — Диктатор UAV (по результатам зрительского голосования). - Lawanda VS Элэм (3 февраля 2018). Победитель — Lawanda (по результатам зрительского голосования). |

Отборы
- МЦ всех МЦ VS Paragrin (10 февраля 2018). Победитель — Paragrin (по результатам зрительского голосования).
- Decabrist VS Beyond (17 февраля 2018). Победитель — Beyond (по результатам зрительского голосования).
- Plane Dead VS Just SopraN (24 февраля 2018). Победитель — Plane Dead (по результатам зрительского голосования).
- Марк Брагин VS Глеб Файв (2 марта 2018). Победитель — Марк Брагин (по результатам зрительского голосования).
- Oгеl VS Спаситель (3 марта 2018). Победитель — Спаситель (по результатам зрительского голосования).
- Spacedealer VS АО (8 марта 2018). Победитель — АО (по результатам зрительского голосования).
- Diz Wheelz VS Movec (11 марта 2018). Победитель — Movec (по результатам зрительского голосования).
- N.SVNE VS Ovod (18 марта 2018). Победитель — Ovod (по результатам зрительского голосования).
- Майк VS Brut (24 марта 2018). Победитель — Майк (по результатам зрительского голосования).
- Hawkins VS Серёжа Сотников Рэпер (31 марта 2018). Победитель — Серёжа Сотников Рэпер (по результатам зрительского голосования).
- Jimmy-M VS Керамбит (7 апреля 2018). Победитель — Jimmy-M (по результатам зрительского голосования).
- Asmodey VS Vasiliy Roger (не опубликован).
- Punkteer VS Энви (не опубликован).
- El Loco VS .Otrix (не опубликован).
- Magna VS Baji Tempero (не опубликован).
- Кэлпи VS Безымени (не опубликован).
- Акстись VS Romwell (не опубликован).
- Taynats VS Doppelganger (не опубликован).
- Белькин VS Werwolf MC (не опубликован).
- Woodzort VS Kantemir (не опубликован).

| 1/8 - Ovod VS АО (3 мая 2018). Победитель — АО (0:5). - Beyond VS Спаситель (7 мая 2018). Победитель — Beyond (3:2). - Майк VS Серёжа Сотников Рэпер (13 мая 2018). Победитель — Серёжа Сотников Рэпер (правом вето от организатора). - Кэлпи VS Керамбит (19 мая 2018). Победитель — Керамбит (1:4). - МЦ всех МЦ VS Movec (27 мая 2018). Победитель — Movec (1:4). - Diz Wheelz VS Oгеl (2 июня 2018). Победитель — Diz Wheelz (4:1). - Deep-Ex-Sense VS Plane Dead (9 июня 2018). Победитель — Deep-Ex-Sense (5:0). - Марк Брагин VS Jimmy-M (23 июня 2018). Победитель — Jimmy-M (2:3). 1/4 - Beyond VS Deep-Ex-Sense (30 июня 2018). Победитель — Beyond (3:2). - Jimmy-M VS АО (9 июля 2018). Победитель — АО (0:5). - Movec VS Керамбит (14 июля 2018). Победитель — Керамбит (1:4). - Diz Wheelz VS Серёжа Сотников Рэпер (21 июля 2018). Победитель — Серёжа Сотников Рэпер (0:5). | Полуфиналы - АО VS Серёжа Сотников Рэпер (11 августа 2018). Победитель — Серёжа Сотников Рэпер (0:5). - Beyond VS Керамбит (19 августа 2018). Победитель — Керамбит (0:5). Финал - Серёжа Сотников Рэпер VS Керамбит (22 ноября 2018). Победитель — Керамбит (0:7). Main Events - Deep-Ex-Sense VS Movec (22 ноября 2018). Победитель — Deep-Ex-Sense (по результатам зрительского голосования). - ХХОС VS Sector (22 ноября 2018). Победитель — ХХОС;(по результатам зрительского голосования). Drop the Mic - Lawanda VS Лжедмитрий IV (25 августа 2018). Победитель — Lawanda (по результатам зрительского голосования). - Наби Набат VS Tills (15 сентября 2018). Победитель — Наби Набат (по результатам зрительского голосования). - Шумм VS Диктатор UAV (22 ноября 2018). Победитель — Шумм (по результатам зрительского голосования). |

| Main Events - ХХОС VS АО (13 января 2019). Победитель — АО (по результатам зрительского голосования). - ХХОС VS Movec (12 мая 2019). Победитель — ХХОС (по результатам зрительского голосования). Drop the Mic - Сдобрымутром VS Наби Набат (24 января 2019). Ничья (по результатам зрительского голосования). - .Otrix VS ΨBoy (11 марта 2019). Победитель — .Otrix (по результатам зрительского голосования). - Walkie VS Plane Dead (16 мая 2019). Победитель — Plane Dead (по результатам зрительского голосования). - .Otrix VS Sector (20 мая 2019). Победитель — .Otrix (по результатам зрительского голосования). | Drop the Mic: Tripple Kill - Sector VS Шумм (17 февраля 2019). Победитель — Шумм (по результатам зрительского голосования). - Deep-Ex-Sense VS 13/47 (9 мая 2019). Победитель — Deep-Ex-Sense (по результатам зрительского голосования). - Tedrax VS Eighty Eight (не опубликован). Bad Bars - Abbalbisk VS ХХОС (25 апреля 2019). Победитель — ХХОС (по результатам зрительского голосования). |

| 1/4 - Sector VS Seimur (16 июня 2019). Победитель — Seimur (1:4). - Movec VS АО (23 июня 2019). Победитель — Movec (3:2). - Пиэм VS Керамбит (30 июня 2019). Победитель — Пиэм (5:0). - Deep-Ex-Sense VS Paragrin (7 июля 2019). Победитель — Deep-Ex-Sense (5:0). Полуфинал - Sector VS Deep-Ex-Sense (4 августа 2019). Победитель — Deep-Ex-Sense (0:5). - Пиэм VS Movec (9 августа 2019). Победитель — Пиэм (3:2). Финал - Пиэм VS Deep-Ex-Sense (30 сентября 2019). Победитель — Deep-Ex-Sense (2:3). | Main Events - ХХОС VS Брол (19 августа 2019). Победитель — ХХОС (по результатам зрительского голосования). - Коснарт VS Керамбит (4 ноября 2019). Победитель — Коснарт (5:0). - Abbalbisk VS Брол (17 ноября 2019). Победитель — Abbalbisk (по результатам зрительского голосования). Drop the Mic - Тот Самый Коля VS Plane Dead (31 августа 2019). Победитель — Plane Dead (по результатам зрительского голосования). Shot Battle - Хованский VS Obe 1 Kanobe (13 октября 2019). Победитель — Хованский (по результатам зрительского голосования). |

Отборы
- МЦ всех МЦ VS Luxury Murder (20 июня 2019). Победитель — МЦ всех МЦ (по результатам зрительского голосования).
- El Loco VS Барби (27 июня 2019). Победитель — El Loco (по результатам зрительского голосования).
- Abbalbisk VS Q.S. (4 июля 2019). Победитель — Abbalbisk (по результатам зрительского голосования).
- Горизонт VS Влад Павлов (15 июля 2019). Победитель — Горизонт (по результатам зрительского голосования).
- Огневский VS Брол (12 августа 2019). Победитель — Брол (по результатам зрительского голосования).
- Nikki Roy VS Гоффарт (15 августа 2019). Победитель — Гоффарт (по результатам зрительского голосования).
- Марк Брагин VS Быков (25 августа 2019). Победитель — Марк Брагин (по результатам зрительского голосования).
- H-Ate Fucktour VS Нигрант (не опубликован).
- Baji Tempero VS Нестеров (не опубликован).
- Веня Громов VS White God (не опубликован).
- Райку VS Hawkins (не опубликован).
- Joreframe VS NZS (не опубликован).
- B1GVZZ VS Кэлпи (не опубликован).
- О’без’Б[э] VS ReeFRunner (не опубликован).
- Spacedealer VS Слава Украинов (не опубликован).
- ShowRize VS Tuwunakomnat (не опубликован).
- Глеб Файв VS Insider (не опубликован).
- МЦ VS Юрий Романов (не опубликован).
- Хладмер VS МЦ_Бэтмен (не опубликован).
- Dead Point VS Тюлень (не опубликован).
- Евгений Коричневый VS Shala (не опубликован).
- МЦ Петличка VS Попов (не опубликован).
- Акстись VS МЦ Справа (не опубликован).
- Годлак VS Disent (не опубликован).
- Twister VS Optimus (не опубликован).
- Tobbysh VS Godslayer (не опубликован).

| 1/8 - Попов VS Горизонт (8 октября 2019). Победитель — Горизонт (0:5). - АО VS Акстись (15 октября 2019). Победитель — АО (5:0). - Twister VS El Loco (19 октября 2019). Победитель — El Loco (2:3). - МЦ всех МЦ VS Брол (22 октября 2019). Победитель — МЦ всех МЦ (4:1). - Кэлпи VS Коснарт (25 октября 2019). Победитель — Коснарт (0:5). - Abbalbisk VS МЦ_Бэтмен (27 октября 2019). Победитель — Abbalbisk (3:2). - Марк Брагин VS Гоффарт (31 октября 2019). Победитель — Марк Брагин (3:2). - Влад Павлов VS Nikki Roy (10 ноября 2019). Победитель — Nikki Roy (0:5). 1/4 - МЦ всех МЦ VS Горизонт (24 ноября 2019). Победитель — Горизонт (1:4). - Abbalbisk VS Коснарт (1 декабря 2019). Победитель — Коснарт (0:5). - АО VS Марк Брагин (7 декабря 2019). Победитель — АО (3:2). - El Loco VS Nikki Roy (15 декабря 2019). Победитель — Nikki Roy (0:5). | Полуфиналы - Nikki Roy VS Горизонт (29 декабря 2019). Победитель — Горизонт (0:5). - АО VS Коснарт (12 января 2020). Победитель — Коснарт (0:5). Финал - Коснарт VS Горизонт (15 марта 2020). Победитель — Горизонт (0:7). Main Events - Beyond VS Гоффарт (2 февраля 2020). Победитель — Гоффарт (по результатам зрительского голосования). - Керамбит & АО VS Пиэм & Sector (12 апреля 2020). Победители — Керамбит & AO (по результатам зрительского голосования). - Браги VS Movec (26 апреля 2020). Победитель — Movec (по результатам зрительского голосования). Drop the Mic - Plane Dead VS Брол (19 января 2020). Победитель — Plane Dead (по результатам зрительского голосования). Rap God Battle - Шумм VS Deep-Ex-Sense (29 марта 2020). Победитель — Шумм (по результатам зрительского голосования). |

| A capella: - Jester Crammer VS Twister (не опубликован). - Тюлень VS Shala (не опубликован). - Грация VS Джар (не опубликован). | BPM: - FuckT VS Ronin (12 марта 2021). Ничья (по результатам зрительского голосования). - Levanno VS Нигрант (не опубликован). - SMD VS ЛегионерВ (не опубликован). | Bad Bars: - МЦ Справа VS Punkteer (28 февраля 2021). Ничья (по результатам зрительского голосования). - Baji Tempero VS MC Алоэ (не опубликован). - Профессор Полторашка VS Лагер (не опубликован). |

| - Пластмассовый мир VS Иванушки INT. Победители — Пластмассовый мир (9:6). - Bad Bars: AO VS Кукиш с Хаслом (23 марта 2021). Победитель — АО (5:0). - BPM: Deep-Ex-Sense VS OttO (25 марта 2021). Победитель — OttO (0:5). - A capella: Керамбит VS Мак Скири (28 марта 2021). Победитель — Керамбит (4:1). - Трущоба VS Три Кота. Победители — Три Кота (5:10). - Bad Bars: Человек-Спам VS Серёжа Сотников Рэпер (30 марта 2021). Победитель — Человек-Спам (3:2). - BPM: F&Tim VS ИзТолпЫ (1 апреля 2021). Победитель — ИзТолпЫ (0:5). - A capella: Династ VS Горизонт (4 апреля 2021). Победитель — Горизонт (2:3). - Chum Bucket VS Золотом. Победители — Chum Bucket (9:6). - Bad Bars: Кэлпи VS Abbalbisk (13 апреля 2021). Победитель — Кэлпи (3:2). - BPM: MZLFF VS Plane Dead (15 апреля 2021). Победитель — Plane Dead (2:3). - A capella: Марк Брагин VS ХХОС (18 апреля 2021). Победитель — Марк Брагин (4:1). - #НОВЫЙМУЖАСМУС VS Кабина. Победители — Кабина (4:11). - Bad Bars: VityaBoVee VS Электромышь (20 апреля 2021). Победитель — VityaBoVee (3:2). - BPM: День Зебры VS Кондрашов (22 апреля 2021). Победитель — Кондрашов (1:4). - A capella: Seimur VS Movec (25 апреля 2021). Победитель — Movec (0:5). | - Прикоп 3 метра VS Забузоры. Победители — Забузоры (6:9). - Bad Bars: Брол VS ΨBoy (27 апреля 2021). Победитель — ΨBoy (0:5). - BPM: Walkie VS Диктатор UAV (29 апреля 2021). Победитель — Walkie (5:0). - A capella: .Otrix VS Хэмп (2 мая 2021). Победитель — Хэмп (1:4). - Главные Суки Баттл Рэпа VS Подержи Мое Пиво. Победители — Главные Суки Баттл Рэпа (11:4). - Bad Bars: Sector VS Гоффарт (5 мая 2021). Победитель — Sector (3:2). - BPM: Шумм VS Beyond (7 мая 2021). Победитель — Шумм (5:0). - A capella: Пиэм VS Nikki Roy (11 мая 2021). Победитель — Пиэм (3:2). - Оксимирон VS ИП Оганисян. Победители — ИП Оганисян (3:12). - Bad Bars: МЦ Справа VS Жаба Аркадьевна (16 мая 2021). Победитель — МЦ Справа (3:2). - BPM: Ronin VS Тот Самый Коля (19 мая 2021). Победитель — Тот Самый Коля (0:5). - A capella: Punkteer VS Очередной Картавый (22 мая 2021). Победитель — Очередной Картавый (0:5). |

| - Chum Bucket VS Кабина. Победители — Кабина (7:8). - Bad Bars: Марк Брагин VS Movec (11 июня 2021). Победитель — Movec (2:3). - BPM: MZLFF VS Кондрашов (20 июня 2021). Победитель — MZLFF (5:0). - A capella: Кэлпи VS Электромышь (27 июня 2021). Победитель — Электромышь (0:5). - Три Кота VS Забузоры. Победители — Три Кота (14:1). - Bad Bars: Серёжа Сотников Рэпер VS ΨBoy (4 июля 2021). Победитель — Серёжа Сотников Рэпер (4:1). - BPM: ИзТолпЫ VS Диктатор UAV (11 июля 2021). Победитель — ИзТолпЫ (5:0). - A capella: Горизонт VS Хэмп (18 июля 2021). Победитель — Горизонт (5:0). | - Победителей не судят VS Главные Суки Баттл Рэпа. Победители — Главные Суки Баттл Рэпа (6:9). - Bad Bars: МЦ Справа VS Sector (26 июля 2021). Победитель — Sector (1:4). - BPM: OttO vs Шумм (31 июля 2021). Победитель — OttO (5:0). - Acapella: Человек-Спам VS Пиэм (8 августа 2021). Победитель — Пиэм (0:5). - Пластмассовый мир VS ИП Оганисян. Победители — Пластмассовый мир (9:6). - Bad Bars: Deep-Ex-Sense VS Жаба Аркадьевна (16 августа 2021). Победитель — Deep-Ex-Sense (5:0). - BPM: АО VS Тот Самый Коля (22 августа 2021). Победитель — АО (4:1). - A capella: Керамбит VS Очередной Картавый (29 августа 2021). Победитель — Очередной Картавый (0:5). |

| - Пластмассовый мир VS Три Кота. Победители — Пластмассовый мир (9:6). - Bad Bars: Deep-Ex-Sense VS Серёжа Сотников Рэпер (17 октября 2021). Победитель — Серёжа Сотников Рэпер (2:3). - BPM: AO VS ИзТолпЫ (24 октября 2021). Победитель — ИзТолпЫ (2:3). - A capella: Керамбит VS Горизонт (31 октября 2021). Победитель — Керамбит (5:0). - Главные Суки Баттл Рэпа VS Кабина. Победители — Главные Суки Баттл Рэпа (10:5). - Bad Bars: Шумм VS Кондрашов (14 ноября 2021). Победитель — Кондрашов (0:5). - BPM: Sector VS Movec (21 ноября 2021). Победитель — Sector (5:0). - A capella: Пиэм VS Электромышь (28 ноября 2021). Победитель — Пиэм (5:0). Финал - Главные Суки Баттл Рэпа VS Пластмассовый мир. Победители — Пластмассовый мир (6:9). - Bad Bars: Sector VS AO (18 марта 2022). Победитель — AO (0:5). - BPM: Шумм VS Deep-Ex-Sense (19 марта 2022). Победитель — Шумм (5:0). - A capella: Пиэм VS Керамбит (27 марта 2022). Победитель — Керамбит (1:4). | Main Events - Электромышь VS Nikki Roy (4 мая 2022). Победитель — Nikki Roy (по результатам зрительского голосования). - Династ VS El Loco (не опубликован). Bad Bars - МЦ Справа VS Гоффарт (13 марта 2022). Победитель — МЦ Справа (по результатам зрительского голосования). Drop the Mic - 2х0.5 (V.V. & Ай Эм) VS MyHooD Recordzz (D'yadya J.i. & Julia Bura) (21 февраля 2022). Победители не определены. - Walkie VS Smoke[PlanB] (12 апреля 2022). Победитель — Smoke[PlanB] (по результатам зрительского голосования). |

| Acapella - Призрак Коммунизма VS El Loco (28 июля 2018). Победитель — El Loco (0:3). - Oгеl VS Sector (4 августа 2018). Победитель — Oгеl (2:1). - МЦ всех МЦ VS Hawkins (1 сентября 2018). Победитель — Hawkins (1:2). - Райтраун VS Спаситель (8 сентября 2018). Победитель — Спаситель (0:3). - Oгеl VS Movec (23 сентября 2018). Победитель — Movec (0:3). - Кэлпи VS El Loco (4 октября 2018). Победитель — Кэлпи (3:0). - Жаба Аркадьевна VS Plane Dead (не опубликован). Победитель не определён. - Кэлпи VS Hawkins (6 января 2019). Победитель — Кэлпи (3:0). - Электромышь VS Марк Брагин (3 февраля 2019). Победитель — Марк Брагин (0:3). - Акстись VS Doppelganger (не опубликован). Победитель — Doppelganger (1:2). - Глеб Файв VS Spacedealer (не опубликован). Победитель не определён. - МЦ всех МЦ VS Совергон (28 февраля 2019). Победитель — МЦ всех МЦ (3:0). - Жаба Аркадьевна VS Кэлпи (1 апреля 2019, опубликован в нарезке). Победитель — Кэлпи (0:3). - Кэлпи VS АО (23 апреля 2019). Победитель — АО (0:3). - Марк Брагин VS Hawkins (30 апреля 2019). Победитель — Марк Брагин (3:0). - Электромышь VS El Loco (3 мая 2019). Победитель — El Loco (0:3). - Рома Сван VS Керамбит (5 мая 2019). Победитель — Керамбит (1:4). - Ovod VS Скрэпер (не опубликован). Ничья (2:2). | Drop the Mic - Кондрашов VS Совергон (22 ноября 2018). Победитель — Кондрашов (3:0). Drop the Mic: Tripple Kill - Walkie VS Sector (22 ноября 2018). Ничья (2:2). - 13/47 VS Plane Dead (31 декабря 2018). Победитель — Plane Dead (1:2). |

| Acapella - MCRightside VS Эль (12 октября 2022). Победитель — MCRightside (по результатам зрительского голосования). - Ласт VS Гачи Мученик - МЦ Доналдс VS BomBom - FoxParadox VS Tora - Twister VS МЦ Казахская Шкила VS Two D VS Тюлень VS Монорим | Drop the Mic - Qwagmair vs Ями (19 октября 2022). Победитель — Ями (0:3). - Smoke That Shit VS Morozzz - Dvlvn VD Shala - Higraite VS Bass B VS Ronin VS Эйти VS МЦ Кто Там - Fideo VS GD4 VS Уставший VS Nastavnik VS Divirs |